# Уксада
Уксада́ — река в России, правый приток Сока. Протекает в Клявлинском и Камышлинском районах Самарской области и Северном районе Оренбургской области.
Устье реки находится в 292 км по правому берегу реки Сок. Длина реки составляет 31 км. Площадь водосборного бассейна — 148 км².

## Данные водного реестра
По данным государственного водного реестра России относится к Нижневолжскому бассейновому округу, водохозяйственный участок реки — Сок от истока и до устья. Речной бассейн реки — Волга от верховий Куйбышевского водохранилища до впадения в Каспий.
Код объекта в государственном водном реестре — 11010000612112100005679.